# Honor society

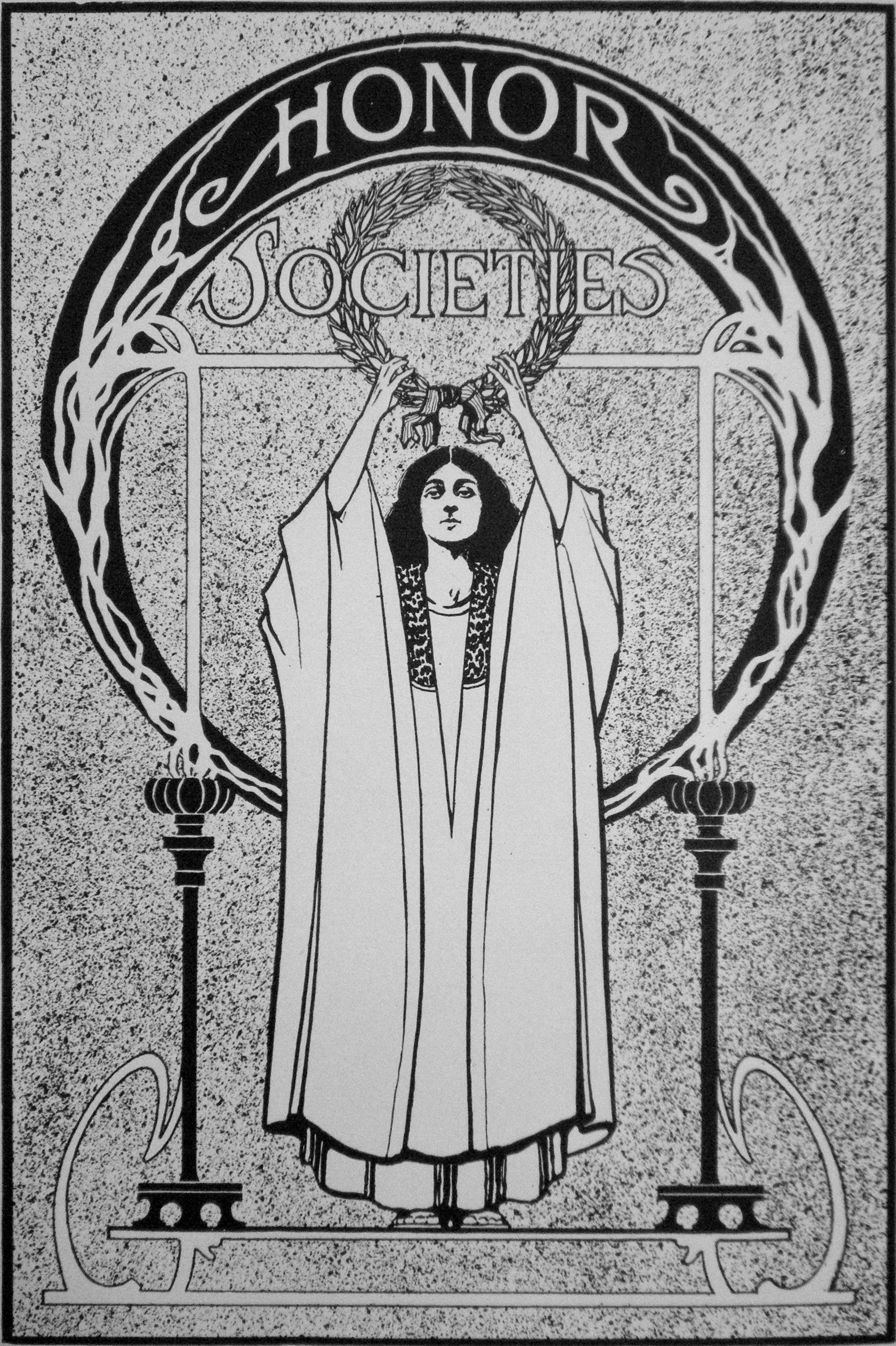
Honor Societies, illustrazione dall'Annuario 1909 Tyee dell'Università di Washington)

Una honor society negli Stati Uniti d'America è un'organizzazione che riconosce le eccellenze fra pari. Numerose società riconoscono le eccellenze in campi diversi e diverse circostanze. Per esempio, l'Order of the Arrow è l'honor society dei Boy Scout degli Stati Uniti d’America. Principalmente il termine si riferisce a organizzazioni studentesche che riconoscono gli studenti che eccellono negli studi o come leader tra i loro colleghi, spesso in una particolare disciplina accademica o scolastica.
Molte honor society invitano gli studenti a diventare membri sulla base della classifica scolastica (il vertice x% di una classe) e/o delle valutazioni medie in voti di quegli studenti nelle discipline riconosciute da quella honor society. Nei casi in cui il risultato accademico non fosse un criterio appropriato per diventare membri (come il completamento di un particolare programma addestrativo), vengono utilizzati altri criteri per l'appartenenza. È anche fatto comune per una honor society studentesca aggiungere un criterio di adesione relativo al carattere dello studente. Ad alcune honor society si può aderire solo su invito della medesima, mentre altre consentono l'adesione su richiesta. Infine, l'adesione a una honor society può considerarsi esclusiva, nel senso che il membro di una honor society non può esserlo anche di un'altra nello stesso campo. Le divise accademiche che identificano con il colore il grado, la scuola e altro sono controllate secondo un codice volontario fra college. In aggiunta vari attrezzi colorati come stole, cravatte, cordoni, tocchi e medaglioni vengono utilizzati per indicare l'appartenenza a una honor society di studenti. Tra questi i più utilizzati per indicare l'appartenenza sono i tocchi. Le stole sono meno comuni ma sono utilizzate da alcune honor society. Teoricamente tutte le honor society hanno scelto tali elementi caratteristici e possono venderli come un servizio o allo scopo di raccogliere fondi.

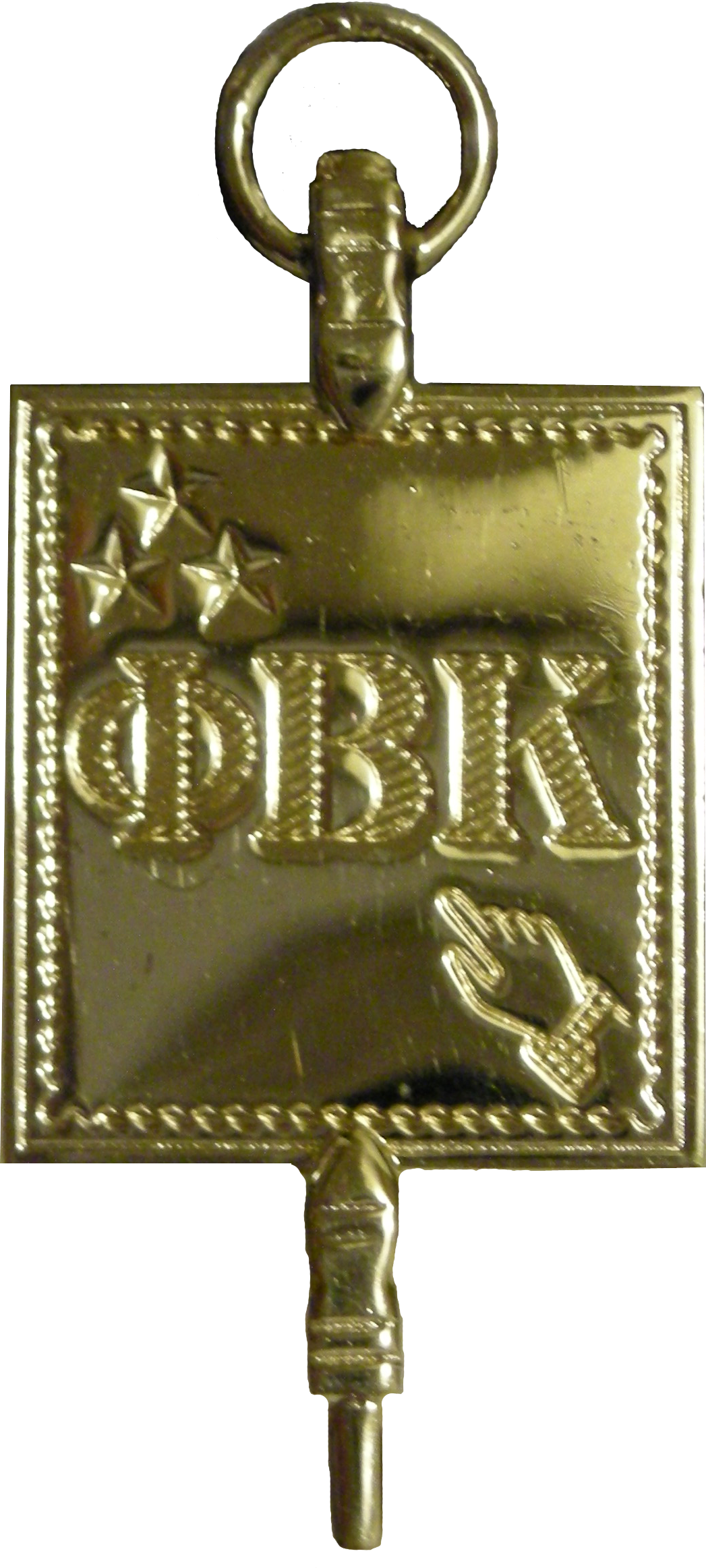
L'emblema della Phi Beta Kappa

Molte fratellanze o sorellanze possono essere individuate dai loro membri o dagli estranei come honor society o viceversa, anche se questo caso non è sempre possibile. Honor society esistono nelle scuole medie superiori, nei college/università e a livelli post laurea, sebbene quelle universitarie siano prevalenti. La più antica società accademica degli Stati Uniti, la Phi Beta Kappa, fu fondata come fratellanza sociale e letteraria nel 1776 presso il College di William e Mary e si organizzò come una honor society nel 1898, a seguito della fondazione delle honor society Tau Beta Pi per l'ingegneria, (1885), Sigma Xi per la ricerca scientifica (1886) e Phi Kappa Phi per tutte le discipline (1897). Il 15 febbraio 1918 fu fondata la prima honor society nazionale per donne, Mortar Board, con propri capitoli presso quattro istituzioni, la Cornell University, l'Università del Michigan, l'Università statale dell'Ohio e lo Swarthmore College. Più tardi la società è diventata mista.
L'Associazione delle Honor society di College (ACHS) è l'associazione volontaria predominante statunitense di honor society di college e post laurea. Essa nacque nel 1925 con lo scopo di instaurare e mantenere un buon standard fra le honor society. Mentre l'appartenenza all' ACHS certifica che la honor society membro risponde agli standard accettabili per una honor society, non tutte le honor society legittime sono membri dell'ACHS.